# 1903 год в кино

## Фильмы

### Мировое кино
- «Алиса в Стране чудес»/Alice in Wonderland, Великобритания (реж. Сесиль Хепуорт и Перси Стоу)
- «Большое ограбление поезда»/The Great Train Robbery, США (реж. Эдвин Стэнтон Портер)
- «В царстве фей»/Le royaume des fées, Франция (реж. Жорж Мельес)
- «Дьявольский кэк-уок»/Le Cake-walk infernal, Франция (реж. Жорж Мельес)
- «Меломан»/Le mélomane, Франция (реж. Жорж Мельес)
- «Монстр»/Le monstre, Франция (реж. Жорж Мельес)
- «Чрезвычайные автомобильные аварии»/Extraordinary Cab Accident, США (реж. Уолтер Буф)

## Персоналии

### Родились
- 23 января — Григорий Александров, советский кинорежиссёр, актёр, сценарист.
- 30 марта — Роже Юбер, французская кинооператор.
- 2 мая — Камиль Ярматов, советский актёр, кинорежиссёр, сценарист, Народный артист СССР, Герой Социалистического Труда (1973).
- 8 мая — Фернандель, французский актёр, комик.
- 27 июля — Николай Черкасов, советский актёр.
- 5 декабря — Йоханнес Хестерс, голландский актёр, певец], артист эстрады.
- 28 декабря — Михаил Калатозов, советский кинорежиссёр.